# Качество городской среды обитания
Качество городской среды обитания (проживания) — способность городской среды удовлетворять объективные потребности и запросы жителей города в соответствии с общепринятыми в данный момент времени нормами и стандартами жизнедеятельности. Качество городской среды обитания определяет аттрактивность города по спектру социально-экономических параметров, а также отношение людей к городу и исполнительной власти.

## Применение параметра
Определение понятия «качества городской среды обитания (проживания)» было разработано и введено в научный оборот Министерством регионального развития РФ, Общероссийской общественной организацией «Российский союз инженеров» и Федеральным агентством по строительству и жилищно-коммунальному хозяйству РФ в ходе выполнения подпункта г) пункта 1 Поручений Президента РФ № Пр-534 от 29 февраля 2012, выданного по итогам совещания «О мерах по реализации жилищной политики» от 14 февраля 2012 г. Методологической основой оценки качества городской среды проживания (обитания) стала методика, созданная Российским союзом инженеров при формировании Генерального рейтинга привлекательности Российских городов - 2011.
Понятие качество городской среды обитания состоит из двух других понятий:
- качество;
- понятие городская среда обитания(обитания).

Данные определения являются базовыми при раскрытии смысла понятия качество городской среды обитания. В соответствии с определением вышеуказанных параметров, качество городской среды обитания (проживания) определяется как совокупность конкретных основополагающих условий, созданных человеком и природой в границах населенного пункта (города), способных оказывать влияние на уровень и качество жизнедеятельности его населения.

## Практическое значение
Качество городской среды обитания описывается, изучается и оценивается с помощью количественных показателей в целях проведения комплексной оценки городского строительства, развития и управления. Исполнительные органы власти с помощью оценки качества городской среды обитания (проживания) осуществляют регулярный мониторинг состояния городской среды и через СМИ доводят результаты этой оценки до широкой общественности.

## Теоретическое значение
Изучение и оценка качества городской среды обитания (проживания) имеет значение для экономической науки, с точки зрения развития системы комплексных исследований и оценок качества российских городов. Построению планов развития направленных на всесторонне удовлетворение потребностей населения и улучшение отдельных элементов городского хозяйства.

## Применение
В практическом аспекте термин впервые был применен в работе по оценке качества городской среды проживания (обитания), выполненной Министерством регионального развития РФ, Российским союзом инженеров, Федеральным агентством по строительству и жилищно-коммунальному хозяйству, Федеральной службой по надзору в сфере защиты прав потребителей и благополучия человека, а также Московским государственным университетом им. М.В. Ломоносова. До этого он активно использовался в теоретических трудах, научной и публицистической литературе.
В мае 2013 г. методика оценки качества городской среды обитания (проживания) была одобрена Заместителем Председателя Правительства РФ Д. Козаком  с указанием Минрегиону России о проведении оценки качества городской среды проживания (обитания) на постоянной основе.